# 7235 Hitsuzan
A 7235 Hitsuzan (ideiglenes jelöléssel 1986 UY) a Naprendszer kisbolygóövében található aszteroida. Tsutomu Seki fedezte fel 1986. október 30-án.